# Pinus taeda
Pinus taeda là một loài thực vật hạt trần trong họ Thông. Loài này được L. miêu tả khoa học đầu tiên năm 1753.